# Ascheberg (Holstein)
Ascheberg (Holstein) ist eine Gemeinde im Kreis Plön in Schleswig-Holstein. Mühlenkoppel, Trentrade und Glasholz liegen im Gemeindegebiet.

## Geografie
Ascheberg liegt am nordwestlichen Ufer des Großen Plöner Sees im Naturpark Holsteinische Schweiz. Dieses Gebiet mit seinen zahlreichen Seen gehört zum Naturraum des Ostholsteinischen Hügellandes und entstand während der letzten Eiszeit.

## Geschichte

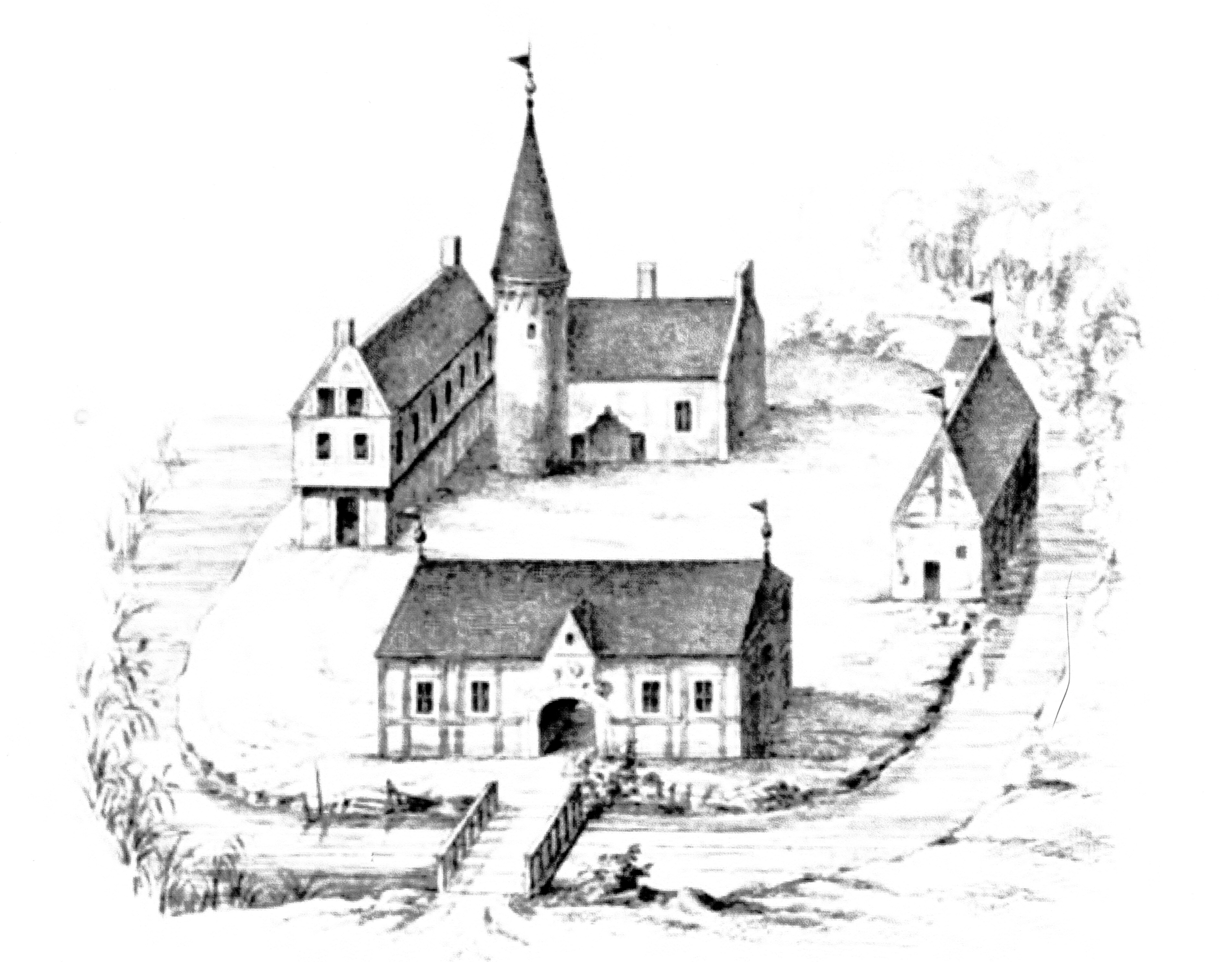
Das adlige Gut Ascheberg

Das Seeufer des Großen Plöner Sees wurde in der mittleren Steinzeit (ca. 10.000–4300 v. Chr.) von Jägern, Sammlern und Fischern genutzt.
Seit der jüngeren Steinzeit (ca. 4300–2300 v. Chr.) lebten über die Bronzezeit (ca. 2300–550 v. Chr.) bis in die Eisenzeit (ca. 550 v. Chr.–400 n. Chr.) mehr oder weniger kontinuierlich Bauern im heutigen Gemeindegebiet.
Das Gebiet um den Plöner See war vom 8. bis ins 12. Jahrhundert n. Chr. slawischer Siedlungsraum.
Ascheberg wurde 1190 als Askeberghe (Eschenberg) erstmals erwähnt. Der Name bezog sich anfangs nur auf den Gutsbezirk und wurde dann im Laufe der Zeit auf den Ort übertragen.
Seit dem 13. Jahrhundert existierte hier ein Rittersitz, der um die Mitte des 15. Jahrhunderts von der Familie Rantzau erworben wurde. 1739 begann Hans Graf zu Rantzau, der auf Schloss Ascheberg wohnte, als erster Gutsherr in Holstein die Leibeigenschaft seiner Bauern aufzuheben. Der Graf teilte die Felder des Besitzes auf, überließ den Bauern das Land und erhob dafür von ihnen einen Zins. Zu dieser Zeit war ein großer Umbau der Anlage im barocken Stil geplant, die Pläne wurden aber nicht umgesetzt. Im 19. Jahrhundert kam das Schloss an die Familie der Grafen Brockdorff-Ahlefeld. Das heutige Ascheberger Schloss, ein schlichter klassizistischer Bau aus dem 19. Jahrhundert, wird als christliche Jugendfreizeit- und Erholungsstätte genutzt.
Die Genehmigung zum Bau des Ascheberger Bahnhofes wurde im Jahre 1846 erteilt. Anfang 1989 wurde das Bahnhofsgebäude in Privathand verkauft.
1928 wurde die Gemeinde Ascheberg aus dem Hauptteil des aufgelösten Gutsbezirks Ascheberg und der Gemeinde Langenrade gebildet. 1930 wird ein Teil der Gemeinde Kalübbe eingegliedert.
Im Jahre 1954 wurde nach einem Entwurf des Kieler Architekten Schnittger die Michaelis-Kirche erbaut.
Zum 1. Januar 2014 trat Ascheberg aus dem Amt Großer Plöner See aus und wurde bis zum 31. Dezember 2020 durch die Stadt Plön verwaltet.
Seit dem 1. Januar 2021 wird die Gemeinde Ascheberg (Holstein) in Verwaltungsgemeinschaft durch die Stadt Quickborn verwaltet.

## Politik

### Gemeindevertretung
- CDU: 8
- SPD: 6
- FDP: 1
- AFW: 2

Die Gemeindevertretung ist die kommunale Volksvertretung der Gemeinde Ascheberg. Über die Zusammensetzung entscheiden die Bürger alle fünf Jahre. Die letzte Kommunalwahl fand am 14. Mai 2023 statt. Diese führte bei einer Wahlbeteiligung von 59,3 % zu nebenstehender Zusammensetzung der Gemeindevertretung.

### Wappen
Blasonierung: „Unter silbernem Schildhaupt, darin ein blauer Wechselzinnenbalken, in Rot drei spatelförmige, im Dreipass von einer silbernen Blüte ausgehende silberne Blätter.“

## Wirtschaft und Verkehr

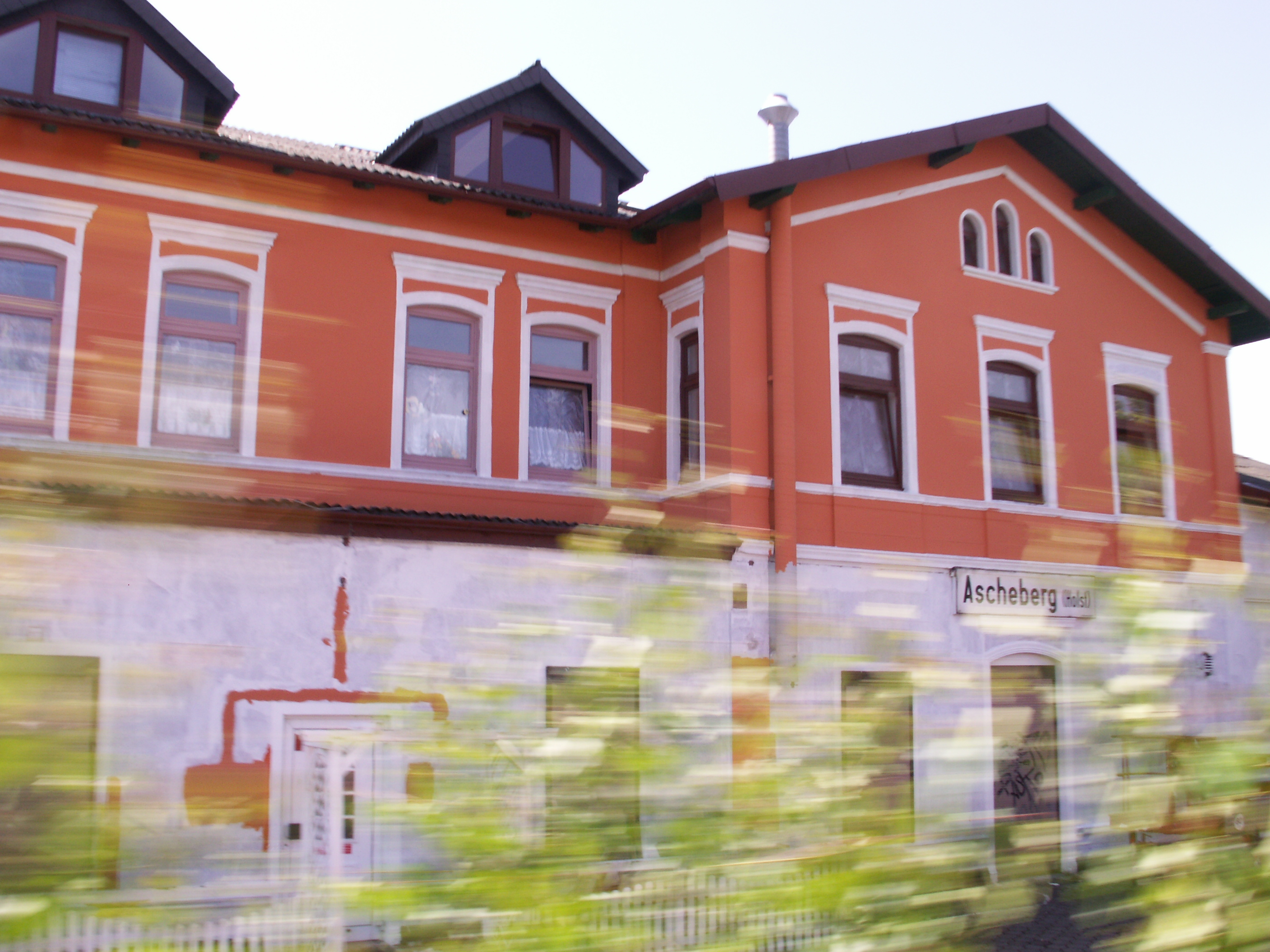
Bahnhof Ascheberg (Holst)

Mit der Eisenbahn ist Ascheberg über die Strecke Lübeck–Kiel erreichbar. Nach der Übernahme durch das Eisenbahnverkehrsunternehmen Erixx Holstein im Dezember 2022 kam es auf dieser Strecke vermehrt zu Verspätungen und Ausfällen. Die Strecke nach Neumünster ist seit 1985 stillgelegt.

## Sehenswürdigkeiten und Freizeitangebote
In der Liste der Kulturdenkmale in Ascheberg (Holstein) stehen die in der Denkmalliste des Landes Schleswig-Holstein eingetragenen Kulturdenkmale.
Die Sehenswürdigkeiten sind:
- Langenrader Windmühle „Sventana“
- Großer Plöner See, größter See Schleswig-Holsteins
- Schloss Ascheberg

## Persönlichkeiten
- Angelika von Woringen (1813–1895), deutsche Malerin
- Rudolf Schleiden (1815–1895), deutscher Politiker
- Konrad von Brockdorff-Ahlefeldt (1823–1909), deutscher Politiker
- Wichard von Alvensleben (1902–1982) war ein deutscher Land- und Forstmann, der 1945 als deutscher Offizier prominente SS-Geiseln in Südtirol befreite. Er lebte und starb in Ascheberg.